# P.S.男
『P.S.男』（ピーエスおとこ、原題：偷心大聖PS男）は台湾のテレビドラマ。
2010年2月28日から2010年7月18日まで台湾の台湾電視公司で放送された。日本では2010年7月7日から2011年3月8日までBSジャパンで放送された。

## エピソード・サブタイトル
全34話
| 各話   | サブタイトル         | 放送日         |
| ------ | -------------------- | -------------- |
| 第1話  | 裁判所で会いましょう | 2010年7月7日   |
| 第2話  | 天使のいる幼稚園     | 2010年7月14日  |
| 第3話  | 鋼鉄キバ女           | 2010年7月21日  |
| 第4話  | 落としのテクニック   | 2010年7月28日  |
| 第5話  | ライバル             | 2010年8月4日   |
| 第6話  | 恋の始まり           | 2010年8月11日  |
| 第7話  | あきらめられない夢   | 2010年8月18日  |
| 第8話  | 親友                 | 2010年8月25日  |
| 第9話  | 揺れる心             | 2010年9月1日   |
| 第10話 | すれ違い             | 2010年9月8日   |
| 第11話 | 誕生パーティー       | 2010年9月15日  |
| 第12話 | 胸に秘めた初恋       | 2010年9月22日  |
| 第13話 | 彼からのメール       | 2010年9月29日  |
| 第14話 | あなたの本心         | 2010年10月5日  |
| 第15話 | 嫉妬                 | 2010年10月12日 |
| 第16話 | ジェリーの復活       | 2010年10月19日 |
| 第17話 | 事故                 | 2010年10月26日 |
| 第18話 | 告白する決心         | 2010年11月2日  |
| 第19話 | アマンダの引退       | 2010年11月9日  |
| 第20話 | 愛する人の元へ       | 2010年11月16日 |
| 第21話 | 真実の愛             | 2010年11月23日 |
| 第22話 | 愛なんてクソくらえ   | 2010年11月30日 |
| 第23話 | 忘れる努力           | 2010年12月7日  |
| 第24話 | 命懸けの恋           | 2010年12月14日 |
| 第25話 | 買収計画             | 2010年12月21日 |
| 第26話 | トールオのパパ       | 2011年1月4日   |
| 第27話 | 悩めるキバ女         | 2011年1月11日  |
| 第28話 | 絶交宣言             | 2011年1月25日  |
| 第29話 | 近づく2人            | 2011年2月1日   |
| 第30話 | 幸せをつかむ方法     | 2011年2月8日   |
| 第31話 | 和解                 | 2011年2月15日  |
| 第32話 | 海辺の卒園式         | 2011年2月22日  |
| 第33話 | 卒業                 | 2011年3月1日   |
| 第34話 | 愛は無限大           | 2011年3月8日   |

## キャスト
| 役名                          | 俳優名                        | 役柄                                                     |
| ----------------------------- | ----------------------------- | -------------------------------------------------------- |
| シア・フージエ （夏和杰）     | 藍正龍 （ラン・ジェンロン）   | 人気DJ兼ブロガー                                         |
| マー・シャオチェン （馬小茜） | 隋棠 （ソニア・スイ）         | 天使幼稚園の保育士、子どもの頃フージエにいじめられていた |
| モン・チェンエン （孟成恩）   | 温昇豪 （ウェン・シェンハオ） | 聯隼グループ副社長                                       |
| アマンダ （阿曼達）           | 白歆惠 （ビアンカ・バイ）     | モデル・女優、トールオの母                               |
| トールオ （小陀螺）           | 小小彬 （シャオシャオビン）   | アマンダの息子、天使幼稚園の園児、糖尿病を患う           |
| ダーマオ （大貿）             | 張兆志 （チャン・チャオチー） | フージエの助手                                           |
| マリー （黃瑪麗）             | 鍾欣凌 （チョン・シンリン）   | シャオチェンの同僚でルームメイト                         |
| アン・ダー （安達）           | 陳慕義 （チェン・ムーイー）   | 天使幼稚園の園長                                         |
| エイミー （Amy）              | 顏嘉樂 （イェン・ジアルー）   | アマンダのマネージャー                                   |

## スタッフ
- 監督 - 劉俊傑

## 主題歌
オープニングテーマ
- 『我是誰 我是誰 我是誰』

歌 - Magic Power
エンディングテーマ
- 『我們沒有在一起』

歌 - 劉若英（レネ・リウ）

## ソフトウェア

### DVD
販売元：アミューズソフトエンタテインメント
- 「P.S.男 DVD-BOX 1」（2011年4月8日）
- 「P.S.男 DVD-BOX 2」（2011年5月13日）
- 「P.S.男 DVD-BOX 3」（2011年6月3日）

## 日本国内放送局
| 放送地域 | 放送局     | 放送期間                    | 放送日時                                                                | 放送系列 |
| -------- | ---------- | --------------------------- | ----------------------------------------------------------------------- | -------- |
| 日本全域 | BSジャパン | 2010年7月7日 - 2011年3月8日 | 〜13話 毎週水曜 18時00分 - 19時00分 14話〜 毎週火曜 23時00分 - 23時54分 | BS放送   |

| BSジャパン 水曜6時枠の連続ドラマ 2010年10月〜火曜11時枠の連続ドラマ | BSジャパン 水曜6時枠の連続ドラマ 2010年10月〜火曜11時枠の連続ドラマ | BSジャパン 水曜6時枠の連続ドラマ 2010年10月〜火曜11時枠の連続ドラマ        |
| 前番組                                                              | 番組名                                                              | 次番組                                                                     |
| ------------------------------------------------------------------- | ------------------------------------------------------------------- | -------------------------------------------------------------------------- |
| ぴー夏がいっぱい （2010.2.13 - 2010.6.30）                          | P.S.男 （2010.7.7 - 2010.9.29）                                     | MADE IN BS JAPAN （2010.10.6 - 2011.9.28）                                 |
| BSジャパン 水曜6時枠の連続ドラマ 2010年10月〜火曜11時枠の連続ドラマ |                                                                     |                                                                            |
| ワールドビジネスサテライト                                          | P.S.男 （2010.10.5 - 2011.3.8）                                     | 原宿音楽物語 （2011.3.15 - 2011.3.29） ↓ URAKARA （2011.4.12 - 2011.6.21） |